# Schronisko PTTK w Dolinie Pięciu Stawów Polskich
Schronisko PTTK w Dolinie Pięciu Stawów Polskich (Schronisko Pięciostawiańskie) – schronisko turystyczne położone w Dolinie Pięciu Stawów Polskich w Tatrach Wysokich. Zostało ono zbudowane w latach 1947–1953 nad Przednim Stawem na wysokości 1671 m n.p.m. i jest najwyżej położonym schroniskiem górskim w Polsce. Schronisko jest zarządzane przez PTTK i nosi imię Leopolda Świerza.
Schronisko stanowi odrębną miejscowość typu schronisko turystyczne.

## Opis schroniska
Schronisko czynne jest przez cały rok. Posiada stylową gospodę i kuchnię wydająca posiłki w godzinach 8-19. Znane jest z szarlotki wypiekanej tutaj od lat według oryginalnej receptury. Dysponuje 67 miejscami noclegowymi. W schronisku jest 13 pokoi 2, 4, 7, 8, 10 osobowych. W wyjątkowych sytuacjach może przyjąć więcej osób. Dysponuje wypożyczalnią sprzętu narciarskiego i do uprawiania turystyki zimowej oraz książek, gier i filmów o tematyce górskiej. Przy schronisku działa szkoła górska oraz placówka TOPR-u.

## Historia
Obecne schronisko jest już piątym z kolei schroniskiem w Dolinie Pięciu Stawów Polskich. Pierwszym było wybudowane w 1876 r. kamienne i bardzo niewygodne (bez prycz i bez pieca) Schronisko im. Ludwika Zejsznera. W 1898 wybudowano obok niego drugie, drewniane, mające prycze i ogrzewane schronisko. Rosnąca popularność turystyki sprawiła, że wybudowano trzecie, większe schronisko w Dolinie Pięciu Stawów Polskich. Oddano je do użytku w 1932 r. Przetrwało II wojnę światową, ale z niewyjaśnionych przyczyn spłonęło w maju 1945 r. W 1947 r. obok ruin spalonych schronisk wybudowano niewielkie drewniane i jednoizbowe schronisko. Obecnie pełni ono rolę Strażnicówki TPN.
W 1949 r. rozpoczęto budowę nowego schroniska. Zlokalizowano go w zupełnie innym miejscu – nad brzegiem Przedniego Stawu, u południowych podnóży Niżniej Kopy. Zaprojektowane przez Annę Górską, Jana Olafa Chmielewskiego, Jędrzeja Czarniaka, Gerarda Ciołka i Jerzego Mokrzyńskiego i zostało harmonijnie wkomponowane w krajobraz. Uważane jest za jedno z najlepszych architektonicznych rozwiązań w klasie schronisk turystycznych. Uroczyście otwarto go w marcu 1956 r.. Wybudowane z surowego kamienia schronisko ma kubaturę 3900 m³.
Pierwszą gospodynią została Maria Krzeptowska, która już przez wiele lat gospodarzyła w poprzednich schroniskach. Później gospodarzyli i nadal gospodarzą członkowie jej rodziny. Głównym problemem schroniska jest transport zaopatrzenia. Początkowo był to transport konny i wnoszenie na plecach. Później rozwiązno problem w ten sposób, że podzielono transport na dwa odcinki. Specjalny ciągnik dostarcza towary do dolnej stacji „kolejki” linowej, która transportuje je pod schronisko (na najbardziej stromym odcinku trasy). Pomimo ogromnych trudności związanych z zaopatrzeniem schroniska zawsze udawało się utrzymać jego funkcjonowanie, a schronisko było i jest znane z przyjaznej gościnności i domowej atmosfery. Odbywały się w nim obozy sportowe (np. przygotowania do olimpiady w Meksyku), zawody narciarskie i wiele innych imprez. Schronisko posiada prąd elektryczny wytwarzany przez turbogenerator elektryczny z (turbiną Peltona), napędzany wodą z Wielkiego Stawu. Wytwarza on stałą moc 50 kW (moc maksymalna jest większa). Energia elektryczna zasila schronisko i oczyszczalnię ścieków. Dzięki zwiększeniu mocy generatora możliwa stała się zamiana ogrzewania węglem na ogrzewanie elektryczne, co znacząco wpłynęło na poprawę ekologiczności obiektu. Zdarzają się awarie, jak to miało miejsce w sierpniu 2015 roku. Problemem było oczyszczanie ścieków, ale w 2010 r. wybudowano nową biologiczną oczyszczalnię ścieków. Wykonano także termomodernizację schroniska, co zmniejszyło jego zapotrzebowanie na energię do ogrzewania.

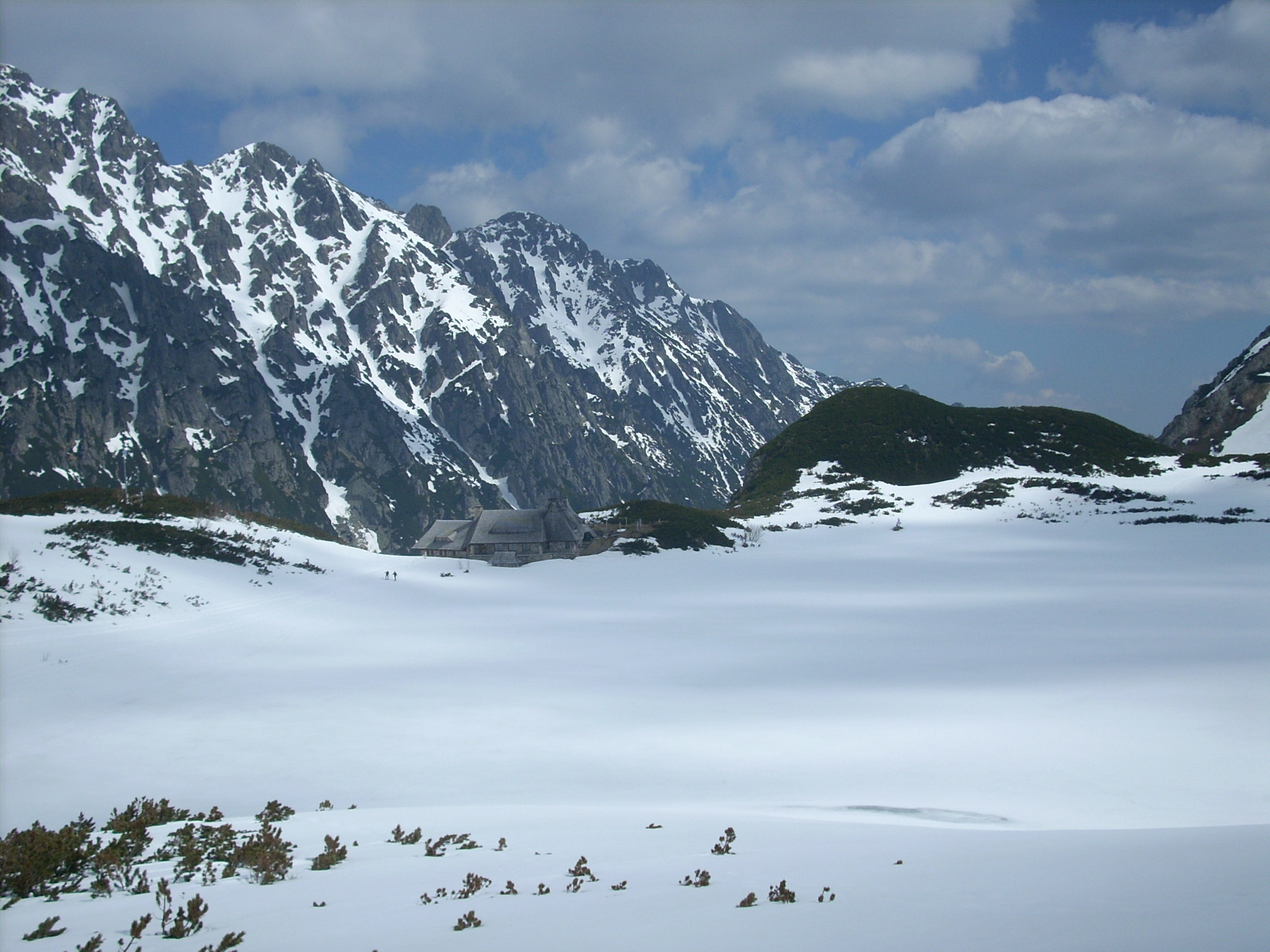
Schronisko w zimie na tle masywu Wołoszyna
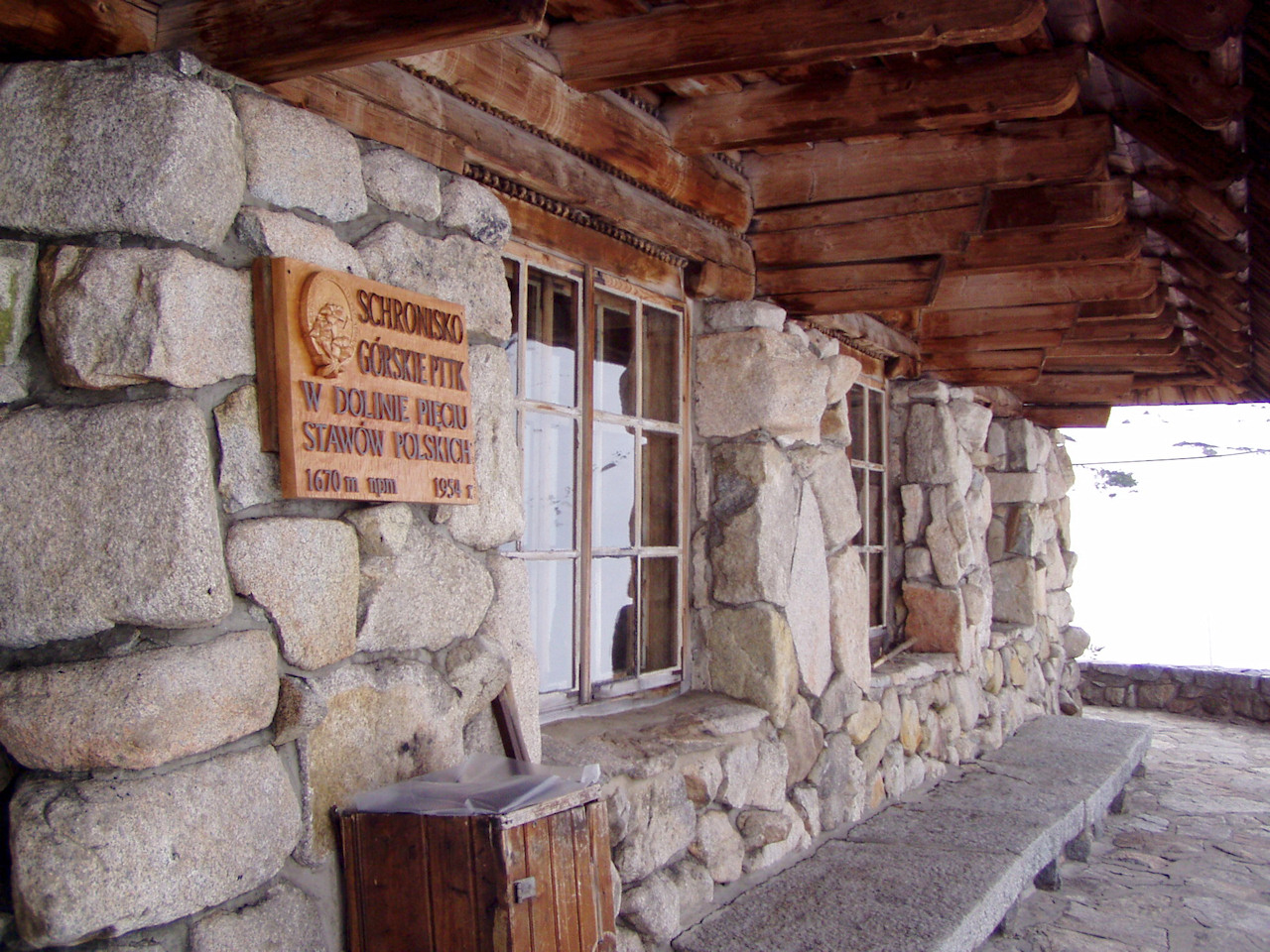
Tabliczka przy wejściu do schroniska z oznaczeniem wysokości nad poziomem morza
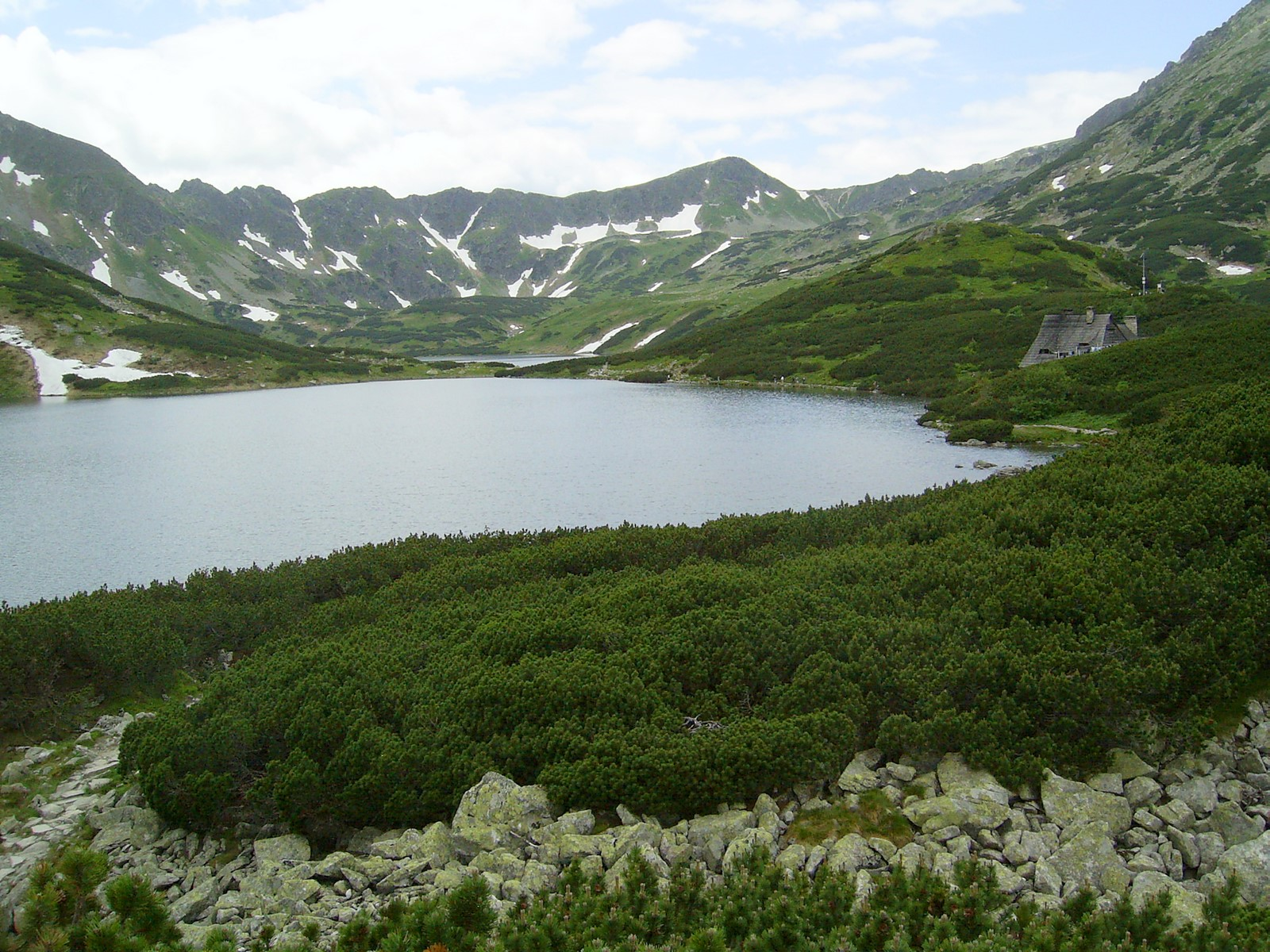
Położenie schroniska nad Przednim Stawem Polskim
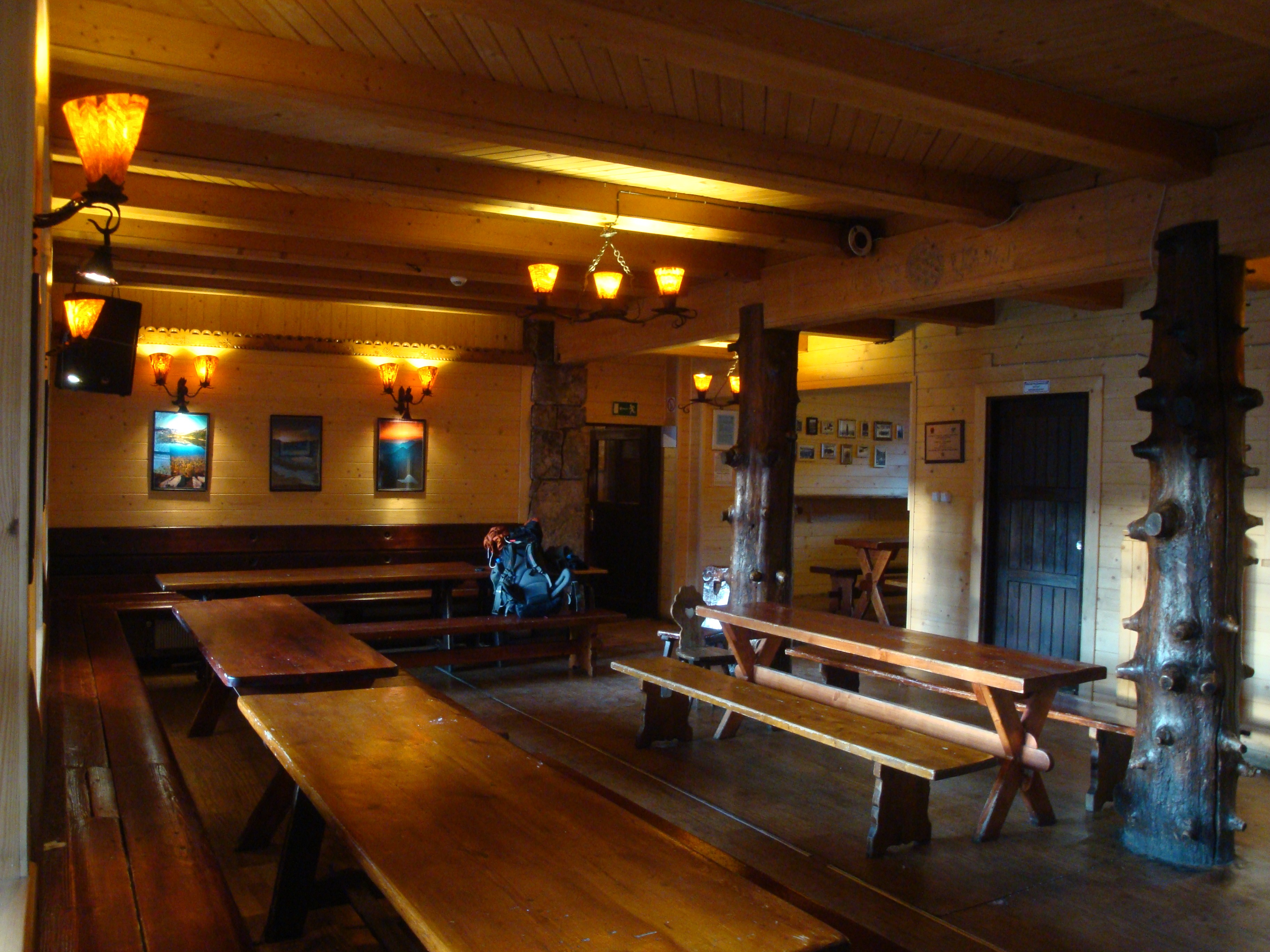
Jadalnia
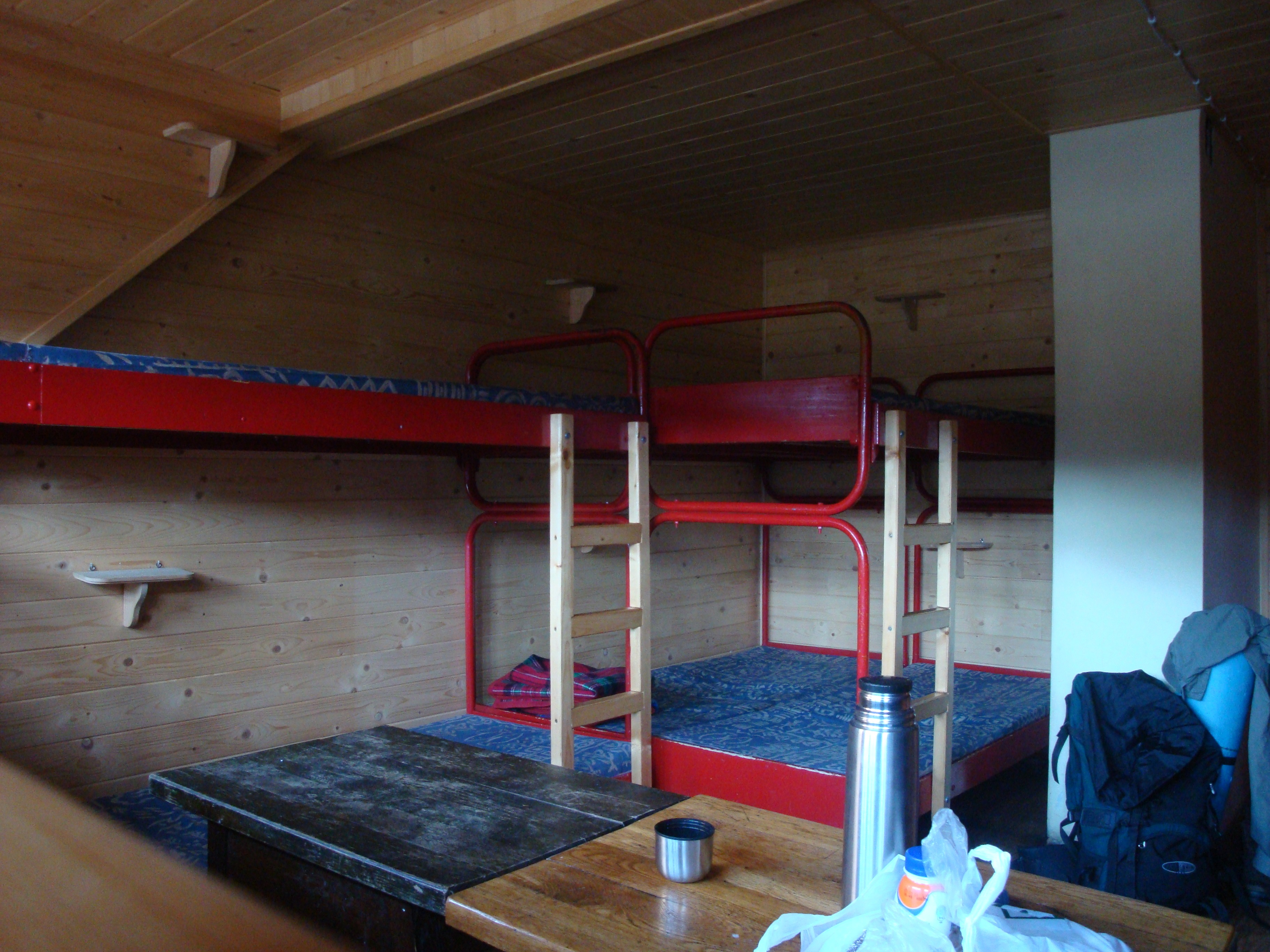
Jeden z pokojów

## Dane adresowe
Schronisko górskie PTTK w Dolinie Pięciu Stawów Polskich

34-500 Zakopane 1

skrytka pocztowa 196

## Szlaki turystyczne
– zielony Doliną Roztoki od Wodogrzmotów Mickiewicza (przy szosie z Palenicy Białczańskiej do Morskiego Oka) nad Wielki Staw Polski. Znad Wielkiego Stawu dalej szlakiem niebieskim.
- Czas przejścia od Wodogrzmotów Mickiewicza przy szosie do Morskiego Oka do Wielkiego Stawu: 2:05 h, ↓ 1:40 h
- Czas przejścia znad Wielkiego Stawu do schroniska: 10 min

  – od zielonego odchodzi czarny szlak, będący alternatywnym dojściem do schroniska.
- Czas przejścia od Wodogrzmotów Mickiewicza do rozstaju szlaków: 1:20 h, ↓ 1 h
- Czas przejścia od rozstaju ze szlakiem zielonym do schroniska: 40 min, ↓ 30 min

 – niebieski od Morskiego Oka przez Rówień nad Kępą, Świstówkę Roztocką i Świstową Czubę obok schroniska i dalej na przełęcz Zawrat.
- Czas przejścia od Morskiego Oka do schroniska: 2 h, z powrotem 1:40 h
- Czas przejścia od schroniska na Zawrat: 1:40 h, ↓ 1:30 h